# خلیج لالزی
خلیج لالزی (به لاتین: Bay of Lalzi) یک خلیج کوچک در آلبانی است که در شهرستان دورس واقع شده‌است.